# Dekanat Hollabrunn
Dekanat Hollabrunn – jeden z 16 dekanatów rzymskokatolickiej wchodzących w skład wikariatu Unter dem Manhartsberg archidiecezji wiedeńskiej w Austrii. W jego skład wchodzi 21 parafii.

## Lista parafii
| Lp. | Miejscowość                          | Parafia                                        | Kościół                                                           | Grafika |
| --- | ------------------------------------ | ---------------------------------------------- | ----------------------------------------------------------------- | ------- |
| 1   | Aspersdorf                           | Parafia św. Grzegorza                          | Kościół św. Grzegorza w Aspersdorf                                |         |
| 2   | Breitenwaida-Bergau                  | Parafia w Breitenwaida-Bergau                  | Kościół w Breitenwaida-Bergau                                     |         |
| 3   | Breitenwaida                         | Parafia Nawiedzenia Najświętszej Maryi Panny   | Kościół Nawiedzenia Najświętszej Maryi Panny w Breitenwaida       |         |
| 4   | Maria Roggendorf-Eggendorf im Thale  | Parafia w Maria Roggendorf-Eggendorf im Thale  | Kościół w Maria Roggendorf-Eggendorf im Thale                     |         |
| 5   | Maria Roggendorf-Enzersdorf im Thale | Parafia św. Marka                              | Kościół św. Marka w Maria Roggendorf-Enzersdorf im Thale          |         |
| 6   | Breitenwaida-Göllersdorf             | Parafia św. Marcina                            | Kościół św. Marcina w Breitenwaida-Göllersdorf                    |         |
| 7   | Groß                                 | Parafia św. Wita                               | Kościół św. Wita w Groß                                           |         |
| 8   | Guntersdorf-Großnondorf              | Parafia św. Pankracego                         | Kościół św. Pankracego w Guntersdorf-Großnondorf                  |         |
| 9   | Breitenwaida-Großstelzendorf         | Parafia św. Andrzeja                           | Kościół św. Andrzeja w Breitenwaida-Großstelzendorf               |         |
| 10  | Guntersdorf                          | Parafia Wniebowzięcia Najświętszej Maryi Panny | Kościół Wniebowzięcia Najświętszej Maryi Panny w Guntersdorf      |         |
| 11  | Hollabrunn                           | Parafia św. Ulricha                            | Kościół św. Ulricha w Hollabrunn                                  |         |
| 12  | Immendorf                            | Parafia św. Katarzyny                          | Kościół św. Katarzyny w Immendorf                                 |         |
| 13  | Kammersdorf                          | Parafia św. Bartłomieja Apostoła               | Kościół św. Bartłomieja Apostoła w Kammersdorf                    |         |
| 14  | Maria Roggendorf                     | Parafia Narodzenia Najświętszej Maryi Panny    | Kościół Narodzenia Najświętszej Maryi Panny w Maria Roggendorf    |         |
| 15  | Schöngrabern-Mittergrabern           | Parafia św. Jana Chrzciciela                   | Kościół św. Jana Chrzciciela w Schöngrabern-Mittergrabern         |         |
| 16  | Nappersdorf                          | Parafia św. Stefana                            | Kościół św. Stefana w Nappersdorf                                 |         |
| 17  | Oberfellabrunn                       | Parafia św. Anny                               | Kościół św. Anny w Oberfellabrunn                                 |         |
| 18  | Oberstinkenbrunn                     | Parafia św. Leonarda                           | Kościół św. Leonarda w Oberstinkenbrunn                           |         |
| 19  | Schöngrabern                         | Parafia Narodzenia Najświętszej Maryi Panny    | Kościół Narodzenia Najświętszej Maryi Panny w Schöngrabern        |         |
| 20  | Breitenwaida-Sonnberg                | Parafia Świętych Apostołów Piotra i Pawła      | Kościół Świętych Apostołów Piotra i Pawła w Breitenwaida-Sonnberg |         |
| 21  | Wullersdorf                          | Parafia św. Grzegorza                          | Kościół św. Grzegorza w Wullersdorf                               |         |